# Drita Haxhiraj
Drita Haxhiraj (ur. 3 kwietnia 1947 w Tiranie) – albańska aktorka.

## Życiorys
W 1967 ukończyła studia na wydziale aktorskim Instytutu Sztuk w Tiranie. W tym samym roku rozpoczęła pracę w Teatrze Ludowym (alb. Teatri Popullor). Zadebiutowała rolą Edliry w dramacie Drita Mimiki Luca. Przez 25 lat występów na scenie narodowej zagrała ponad 50 ról dramatycznych, głównie w dramatach albańskich.
Na dużym ekranie zadebiutowała w 1967 niewielką rolą w filmie Ngadhjenim mbi vdekjen. Potem zagrała jeszcze w 11 filmach fabularnych. W latach 90. wyemigrowała wraz z rodziną do Włoch. W 2005 wystąpiła w komedii Andrei Barziniego – Passo a due. Występowała także w serialach telewizyjnych: La squadra i Diritto di difesa.
Jest żoną aktora i reżysera Fatosa Haxhiraja.

## Role filmowe
- 1967: Ngadhjenim mbi vdekjen jako Violeta
- 1969: Njesiti gueril jako Drita
- 1971: Kur zbardhi nje dite jako żona kierowcy
- 1974: Qyteti me i ri ne bote
- 1977: Zemrat, qe nuk plaken jako narzeczona Petrita
- 1981: Edhe ne luftuam
- 1983: Zambakët e bardhë jako laborantka
- 1984: Fejesa e Blertes jako przewodnicząca
- 1984: Nxenesit e klases sime jako nauczycielka i sekretarz partii
- 1985: Mondi dhe Diana jako matka Mondiego
- 1987: Tela per violine
- 1990: Vitet e pritjes jako matka Gjona Kodriego
- 2005: Passo a due jako matka Beniego